# Hagargundagi, Gulbarga
Hagargundagi là một làng thuộc tehsil Gulbarga, huyện Gulbarga, bang Karnataka, Ấn Độ.